# Orden de Santiago
La Orden de Santiago es una orden religiosa y militar surgida en el siglo xii en el reino de León. Debe su nombre al patrón de España, Santiago el Mayor. Su objetivo inicial era proteger a los peregrinos del Camino de Santiago y expulsar a los omeyas de la península ibérica.
La Orden tuvo su origen en la ciudad de Cáceres a partir de la anterior Orden de los Fratres de Cáceres. El Gran Maestre de Santiago de Compostela fomentó esta conversión a cambio de que la Orden, en su avance hacia el sur, no reclamase la devolución del arzobispado a Mérida, donde había estado hasta que la invasión de los musulmanes recomendó su traslado al norte, a Santiago de Compostela. Tras la muerte del gran maestre Alonso de Cárdenas en 1493, los Reyes Católicos incorporaron la Orden a la Corona de España y el papa Adriano VI unió para siempre el maestrazgo de Santiago a la corona en 1523.
La primera República suprimió la Orden en 1873 y, aunque en la Restauración fue restablecida, quedó reducida a un instituto nobiliario de carácter honorífico regido por un Consejo Superior dependiente del Ministerio de la Guerra, que quedó a su vez extinguido tras la proclamación de la segunda República en 1931.
La Orden de Santiago, junto con las de Calatrava, Alcántara y Montesa, se reactivan y vuelven a nombrar caballeros en el reinado de Juan Carlos I. Destaca su continuidad histórica hasta el día de hoy y los fines religiosos de alabanza a Dios, santificación personal y defensa de la fe. Esta distinción es otorgada por Felipe VI a propuesta del Real consejo.

## Cruz de Santiago

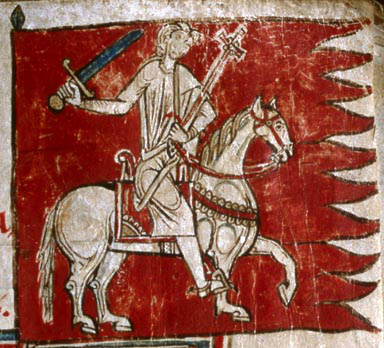
Pendón primitivo de la Orden de Santiago (1170-1175), representado en el Tumbo menor de Castilla

La insignia de la Orden es una cruz gules simulando una espada, con forma de flor de lis en la empuñadura y en los brazos. Los caballeros portaban la cruz estampada en el estandarte y capa blanca. La cruz del estandarte tenía una venera en el centro y otra al final de cada uno de los brazos.
Las dos flores de lis de las extremidades laterales representan el «honor sin mancha», que hace referencia a los rasgos morales del carácter del apóstol.
La espada representa el carácter caballeresco del apóstol Santiago y su forma de martirio, ya que fue decapitado con una espada. También puede simbolizar, en cierto sentido, tomar la espada en nombre de Cristo.
Se dice que su forma tiene origen en la época de las cruzadas, cuando los caballeros llevaban pequeñas cruces con la parte inferior afilada para clavarlas en el suelo y realizar sus devociones diarias. En realidad la historia nos indica que surge en la España de la Reconquista, tras la legendaria batalla de Clavijo (23 de mayo de 844).

## Historia

### Origen

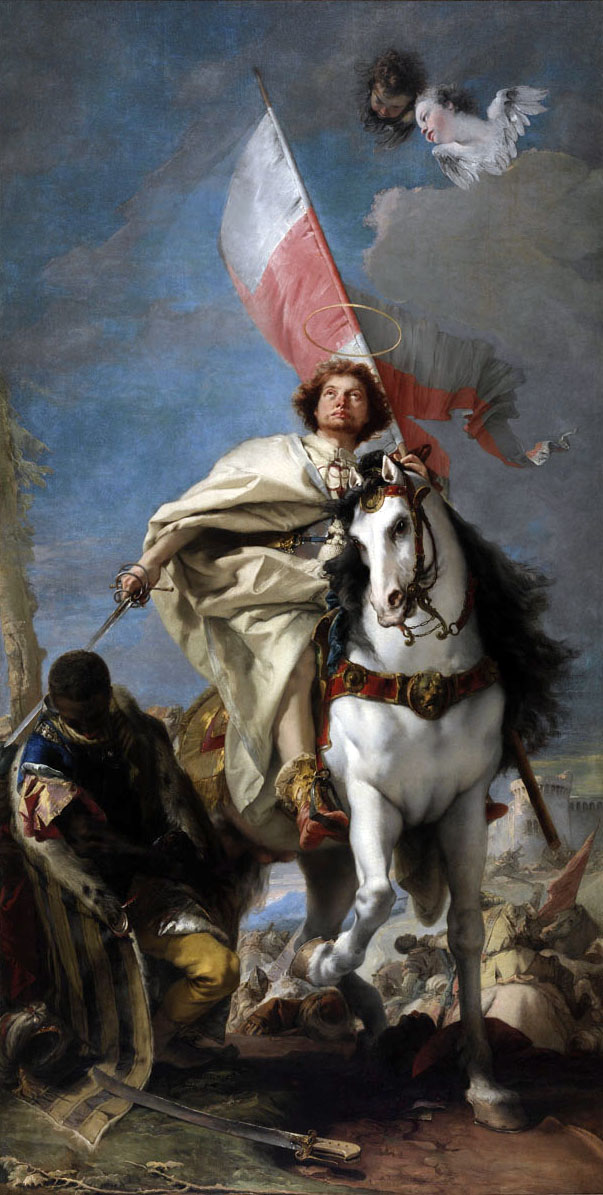
Representación de Santiago el Mayor como Santiago Matamoros, llevando el manto de su Orden. Giovanni Battista Tiepolo (Museo de Bellas Artes, Budapest)

Entre 1157 y 1230, la dinastía real se dividió en dos ramas opuestas, por lo que la rivalidad tiende a oscurecer los inicios de la Orden. Aunque Santiago de Compostela, en Galicia, es el centro de la devoción a este apóstol, no es ni la cuna ni la principal sede de la Orden. Dos ciudades lucharon por tener el honor de ser la sede de la Orden, León, en el viejo reino de ese nombre, y Uclés en el nuevo reino de Castilla.
Algunas fuentes apuntan a que la Orden de Santiago fue creada a raíz de la victoria en la batalla de Clavijo, que supuestamente tuvo lugar en La Rioja en el año 844. Aunque la atribución a la creación de la Orden tras dicha batalla, que hoy se considera un hecho ficticio que nunca tuvo lugar, se debe a la devoción hacia el apóstol, al que la leyenda atribuye una intervención en dicho combate, por lo que la representación de esta batalla se repite constantemente en cuadros, esculturas, miniaturas y relieves pertenecientes a la Orden.

#### Fundación militar
El origen de esta Orden militar es confuso, debido a la doble fundación que tuvieron las órdenes militares. La primera fundación fue militar, cuando en 1170 el rey Fernando II de León y el obispo de Salamanca, Pedro Suárez de Deza, encargaron a un grupo de trece caballeros, conocidos como los Fratres o «Caballeros de Cáceres», la defensa de la ciudad de Cáceres —que tuvieron que abandonar al ser conquistada por los musulmanes—.
Este grupo de caballeros estaba encabezado por Pedro Fernández de Castro «Potestad», que era descendiente de los reyes de Navarra, por línea paterna, y de los condes de Barcelona, por la materna. Del resto de los caballeros destacan: Pedro Arias, el conde Rodrigo Álvarez de Sarria, Rodrigo Suárez, Pedro Muñiz, Fernando Odoárez, señor de la Varra, y Arias Fumaz, señor de Lentazo.
Según relata la bula fundacional, estos caballeros, arrepentidos de la vida licenciosa que hasta entonces habían llevado, se habían unido previamente bajo unos mismos estatutos y decidieron formar una congregación para defender a los peregrinos que visitaban el sepulcro de Santiago Apóstol en Galicia y para guardar las fronteras de Extremadura.

ALIENOR : REGINA | ALFONSUS REX : | MAGISTER : P : FERRANDI[Z] | CASTELLUM DE : UCLES | QUIDAM FRATER.

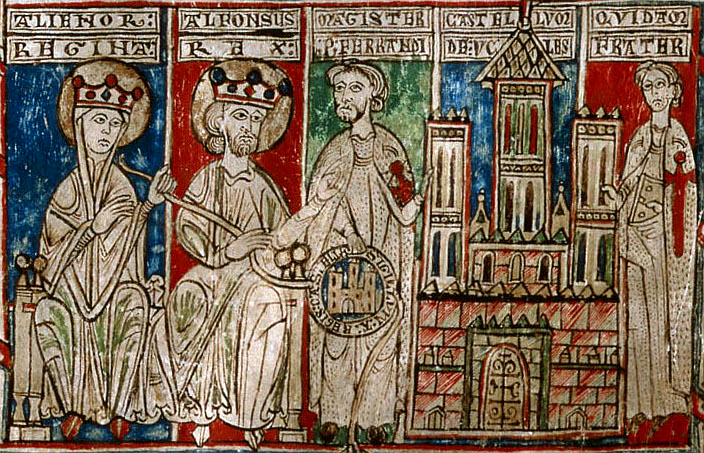
Alfonso VIII de Castilla y Leonor de Plantagenet entregan el castillo de Uclés al maestre de la Orden de Santiago Pedro Fernández de Castro (Magister P. Ferrandi[z]), hecho que sucedió el 9 de enero de 1174. Miniatura perteneciente al Tumbo menor de Castilla (Archivo Histórico Nacional). Sobre las viñetas se pueden apreciar las leyendas: ALIENOR : REGINA QUIDAM FRATER. Leonor, reina; Alfonso, rey; maestre P. Fernández; castillo de Uclés y un fraile (literalmente 'hermano'), respectivamente

Anteriormente a 1170, los primeros que tuvieron la idea de acudir al socorro de los numerosos peregrinos que se dirigían a Compostela, fueron los canónigos regulares de San Agustín. Vivían bajo la obediencia de un prior elegido y confirmado por ellos en el convento llamado de San Loyo o San Eloy de Loyo, cerca de Compostela, fundado a ejemplo de los caballeros de la Orden de Calatrava, que también estaba destinada a proteger la seguridad de los caminos.
Con los años se fueron erigiendo muchos hospitales para albergar a los peregrinos, desde los Pirineos hasta la citada ciudad de Compostela. Para una defensa eficaz, los «Freires» —o «Caballeros»— de Cáceres determinaron asociarse a aquellos religiosos y se obligaron por voto solemne a guardar y defender aquellos caminos. Los canónigos, aceptando el ofrecimiento de los caballeros, convinieron en recibirlos en su Orden, vivir con ellos en comunidad y ser sus capellanes para dirigirlos espiritualmente y administrarles los sacramentos. Fue entonces cuando los «Freires de Cáceres» cambiaron su nombre al de «Freires de Santiago», organizándose así la Orden.
En la fundación de la Orden participaron Cerebruno y Pedro Gudestéiz, arzobispos de Toledo y de Santiago de Compostela; Juan Albertino, Fernando y Esteban, obispos de León, Astorga y Zamora, respectivamente, así como el delegado papal, cardenal Jacinto.
El 29 de julio de 1170, quedó fundada, organizada y establecida la Orden de Santiago, y en 1172 se había extendido a Castilla. Aunque la Orden de Santiago había nacido en el reino de León, también se extendió por los reinos de Portugal, Aragón, Francia, Inglaterra, Lombardía y Antioquía, pero su expansión fundamental se limitaría a los reinos de León y Castilla. Los Caballeros de Ávila se agregaron a su regla.

#### Fundación religiosa

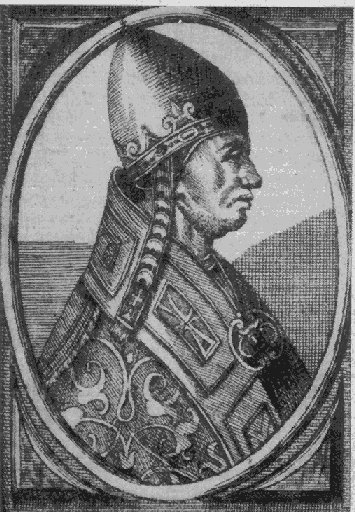
Alejandro III aprobó la creación religiosa de la Orden mediante una bula otorgada el 5 de julio de 1175.

La fundación religiosa hay que atribuírsela al rey Alfonso VIII de Castilla, con la aprobación del papa Alejandro III mediante una bula otorgada el 5 de julio de 1175 en Ferentino, cerca de Roma, con el fin de que fueran criados en temor a Dios: 

...y para remedio de la flaqueza humana, se permite el matrimonio a los que no pudieran ser continentes; guardando a la mujer la fe no corrompida y la mujer al marido, porque no se quebrante la continencia del tálamo conyugal, según la institución de Dios y la permisión del Apóstol San Pablo.

En dicha bula aprobó sus constituciones y la hizo exenta de la jurisdicción de los frailes ordinarios o comunes, cuya gracia ratificaron más adelante los papas Lucio III, Urbano III e Inocencio III por diferentes bulas que arreglaron igualmente el estado de los caballeros y el de los religiosos. A partir de este momento se les conoció con el nombre de Caballeros de Santiago, pues el de caballeros o freires de Uclés, que aparece en algunos documentos antiguos, no prevaleció.
Como efecto de este doble acto fundacional —institución real y aprobación pontificia— la Orden quedó constituida, como una Militia Christi, con vocación tanto religiosa como militar, cuya misión era el «servicio de Dios, el ensalzamiento y defensa de la Christiana religion, y Fee catholica y la defensa de la Republica Christiana».

#### Nombre
El nombre definitivo de la Orden tiene su fundamento en la devoción que durante los siglos medievales se tuvo en España al apóstol Santiago. Toda España considera a Santiago el Mayor como el primero en predicar el evangelio a los habitantes de Hispania. Más tarde, volvió a Jerusalén, donde fue el primero de los apóstoles en derramar su sangre por mandato de Herodes Agripa I y, según la tradición, sus discípulos trasladaron su cuerpo a España y lo depositaron en Iria Flavia (Galicia) a principios del siglo ix. Sus reliquias fueron descubiertas durante el reinado de Alfonso II el Casto iniciando así el devenir de peregrinos hacia su sepulcro siendo Teodomiro obispo de Iria Flavia y siendo en el siglo xii cuando la sede episcopal se traslada a Compostela.
Es natural que los caballeros se encomendasen de un modo especial al patrocinio de Santiago al entrar en batalla, y es lógico que creyeran sentir en muchas ocasiones la protección celestial gracias a la intervención favorable del apóstol. Por esto, de acuerdo con el arzobispo de Compostela, Pedro Gudestéiz, en 12 de febrero de 1171 Pedro Fernández y toda su milicia se consagraron vasallos y caballeros del apóstol Santiago, nombrando al maestre y sus sucesores canónigos de la iglesia compostelana y el arzobispo y los suyos frailes de la nueva Orden de caballería. Así todos se nombrarían en lo sucesivo Caballeros de Santiago y así los nombraría el papa en su bula.
Todavía se conserva un cuadro de grandes proporciones que representa el momento en que Pedro Fernández, acompañado de los primeros caballeros vistiendo sus capas blancas con la cruz roja de Santiago como emblema de la Orden, presenta al papa Alejandro la regla para su confirmación. Dicho cuadro estuvo colgado durante muchos años en la parte izquierda de la nave de la iglesia del monasterio de Uclés. Hoy se conserva en la sacristía del monasterio hasta que sea restaurado.

### Uclés, sede de la Orden

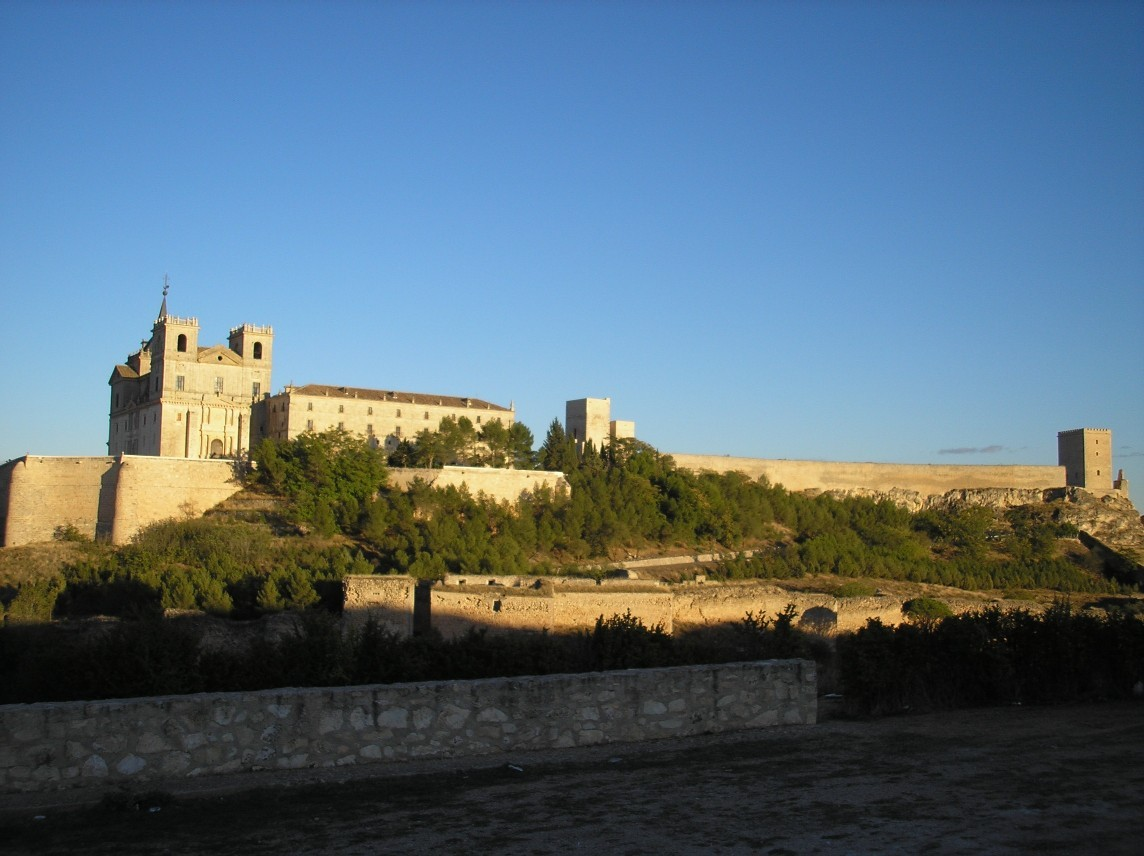
Monasterio de Uclés, sede de la Orden de Santiago.

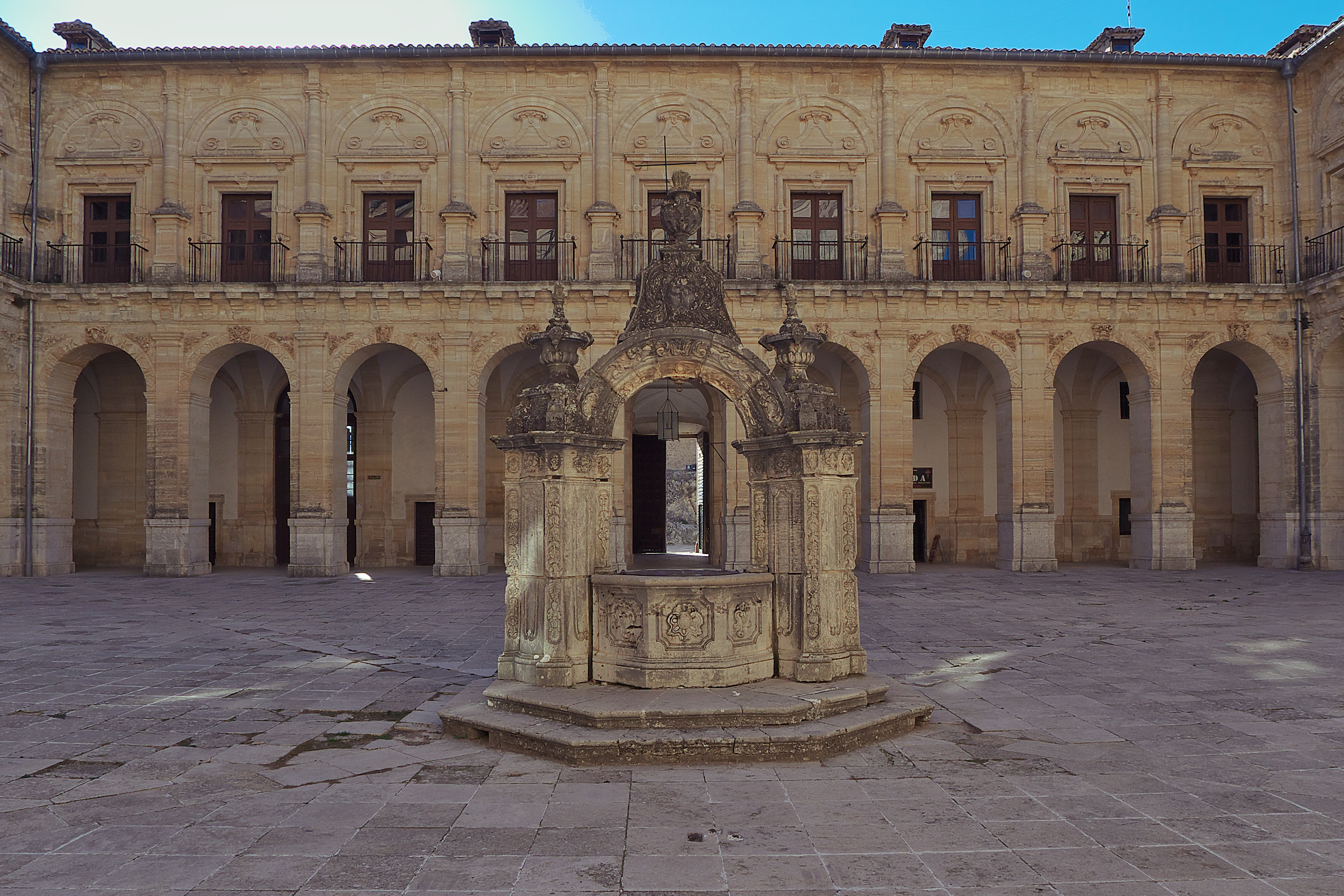
Claustro del monasterio de Uclés.

A pesar de que los Caballeros de Santiago tenían posesiones en la mayoría de los reinos hispanos (León, Castilla, Aragón y Portugal) Fernando II de León y Alfonso VIII de Castilla ponían la condición de que la sede de la Orden se estableciera en sus respectivos estados: en San Marcos de León o en Uclés. De ahí surgió un largo conflicto que solo terminó cuando, en 1230, Fernando III el Santo, unió ambas coronas. Desde entonces, Uclés, en la provincia de Cuenca, es considerada como la sede de la Orden, Caput ordinis.
Tras la salida de los Frates de Cáceres del reino de León, obligados por la pérdida de Cáceres, su primitiva sede, y de los lugares que habían adquirido en territorio de Badajoz, ante el empuje de los almohades, pasaron a Castilla, donde fueron bien recibidos por su rey Alfonso VIII. Este, entregó el castillo de Uclés a los Caballeros de Santiago para que defendiesen aquella comarca y la de Huete de los ataques musulmanes. El castillo había pertenecido desde 1163 a los caballeros de San Juan, pero el rey estaba descontento por su actuación —ya que en el período en el que lo ocuparon no hicieron nada notorio— y les retiró la posesión de dicho castillo fronterizo en favor de los santiaguistas.
El 9 de enero de 1174 tuvo lugar en Arévalo el acto solemne por el cual Alfonso VIII entregaba el castillo y la villa de Uclés, con todas sus tierras, viñas, prados, pastizales, arroyos, molinos, pesquerías, portazgos, entradas y salidas, al maestre de la Orden, Pedro Fernández de Fuentencalada. El acto contó con la presencia de los prelados y nobles del reino y de Alfonso VIII junto con su esposa Leonor de Inglaterra.
A finales de aquel mismo mes los caballeros de la Orden de Santiago tomaron posesión de la villa y fortaleza donadas por Alfonso VIII, acto al que asistió el arzobispo de Santiago. La bandera de Santiago, que el arzobispo les había entregado en Compostela, ondeó por vez primera en la torre del homenaje. La iglesia de Santa María del Castillo cambió su nombre por el de Santiago hasta que se construyó el convento con una nueva iglesia adecuada a las necesidades de la Orden.
En Uclés se hallaba el monasterio donde el gran maestre de la Orden residía habitualmente, este monasterio fue derruido en el siglo xvi para construir el actual monasterio que comenzó a construirse en 1529 y se terminó en 1735. Los aspirantes pasaban un año y un día de prueba en el monasterio. Los archivos de la Orden que estaban en Uclés pasaron en 1869 al Archivo Histórico Nacional en Madrid.
La Orden recibió su primer artículo en 1171 del cardenal Jacinto —más tarde papa Celestino III— y en 1175 la bula papal de Alejandro III.

### Principales acontecimientos
Los caballeros santiaguistas estuvieron presentes en todas las acciones guerreras de la Reconquista y sus territorios se extendieron principalmente por La Mancha. A esta Orden pertenecían pueblos de las actuales provincias de Albacete,  Ciudad Real (comunidad de villa y tierra de Villanueva de los Infantes), Cuenca (comunidad de villa y tierra de Uclés), Toledo (comunidades de villa y tierra de Ocaña y Quintanar de la Orden) Madrid (comunidad de villa y tierra de Villarejo de Salvanés), Guadalajara, Jaén (comunidad de villa y tierra de Segura de la Sierra) y Murcia.
La primera acción militar notoria en la que intervinieron fue para ayudar al ejército de su protector Alfonso VIII en la toma de la ciudad de Cuenca, en 1177. Su contribución en dicha conquista fue tan importante que el rey añadió, en el terreno recién conquistado, nuevas donaciones a la Orden, entre ellas:

Dos casas cerca de las de Aben-Mazloca, en el mismo alcázar de Cuenca, dos solares, un molino en el río Moscas y un huerto próximo a este río.

Con las donaciones hechas a Tello Pérez y a Pedro Gutiérrez, que estos a su vez donaron a Pedro Fernández, el fundador de la Orden, se creó al poco tiempo el Hospital Santiago Apóstol en Cuenca. Una de las trece collaciones en que se dividió la ciudad se llamó también Santiago, quedando su iglesia dentro del recinto de la misma catedral.
Alfonso VIII cedió también Uclés a Pedro Fernández para que se estableciera allí y defendiera la frontera, según Escritura Real extendida en Arévalo el 3 de enero de 1174, siendo desde entonces la casa principal de la Orden. Asimismo cedió a la Orden Moya en 1211, a las que se unirían posteriormente Ossa de Montiel, Campo de Criptana, Pedro Muñoz, Montiel y Alhambra. La congregación prosperó, adquiriendo bienes y territorios y llegó a formar una especie de diócesis con capital en Uclés, cuyo prior tenía autoridad casi episcopal.
La rápida propagación de la Orden se debió a que su regla era menos rígida que las de las demás órdenes —es la única Orden militar cuyos caballeros podían casarse—, eclipsando a las más antiguas de Calatrava y Alcántara y cuyo poder fue reputado en el extranjero incluso antes de 1200. La primera bula de confirmación, la de Alejandro III, ya enumeró un gran número de dotaciones. La Orden de Santiago sola tenía más posesiones que las órdenes de Calatrava y Alcántara juntas. En España, estos bienes incluían 83 encomiendas, de las cuales tres fueron reservadas a los grandes comendadores, dos ciudades, 178 condados y aldeas, 200 parroquias, cinco hospitales, cinco conventos y la Universidad de Salamanca. Los caballeros eran entonces 400 y se podían reunir más de 1000 lanzas. Tenían posesiones en Portugal, Francia, Italia, Hungría e incluso Palestina. Abrantes, su primera encomienda en Portugal, data del reinado de Alfonso I, en 1172, y pronto se convirtió en una Orden distinta, ya que el papa Nicolás IV, en 1290, la libera de la jurisdicción de Uclés.
Gonzalo Ordóñez fue elegido gran maestre de la Orden en León, al mismo tiempo que Gonzalo Rodríguez (1195). Se marchó a Castilla y sirvió a Alfonso VIII. A la muerte del anterior maestre en 1203, fue elegido en Uclés y solo vivió dos años más.

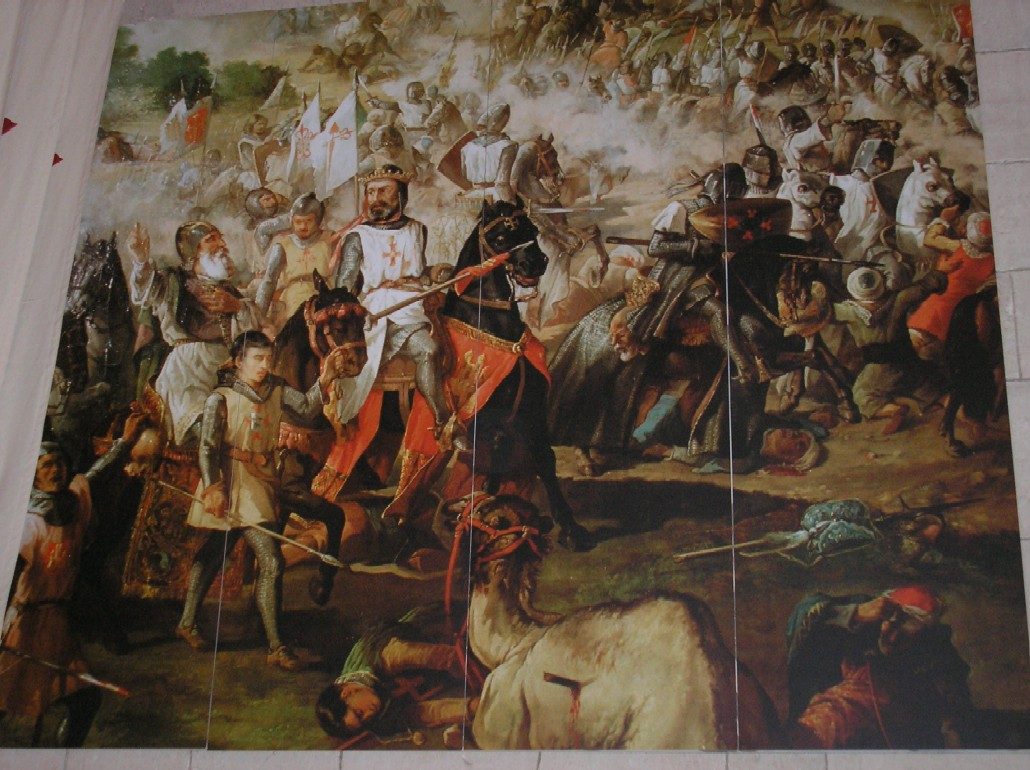
Caballeros santiaguistas durante una batalla de la Reconquista

En tiempos del tercer maestre, Sancho Fernández de Lemos, los almohades comandados por el califa Abu Yaqub Yúsuf al-Mansur (Yúsuf II), vencedor en la batalla de Alarcos en 1195 frente a Alfonso VIII y donde encontraron la muerte diecinueve santiaguistas, realizaron una ofensiva general por tierras de Castilla, llegando hasta Uclés dos años más tarde. El maestre, en medio del desconcierto de los reinos cristianos, resistió en el castillo ucleseño con sus gentes, mientras otras fortalezas, como las de Madrid y Guadalajara, se sometieron a Yúsuf II.
Los caballeros de Santiago participaron en la reconquista de las comarcas de Teruel y Castellón y combatieron en la batalla de las Navas de Tolosa (1212), en la que el maestre Pedro Arias murió junto a un gran número de caballeros santiaguistas.
Tras la muerte de Alfonso VIII en 1214 acontecieron disturbios en la Orden. En 1233 sus caballeros acudieron a la batalla de la toma de Jerez de la Frontera y, tres años más tarde, a las conquistas de Úbeda y Córdoba. Pelayo Pérez Correa (en portugués, Paio Peres Correia) fue el maestre que mayor esplendor dio a la Orden, induciendo a Fernando III el Santo a que pusiera sitio a Sevilla. Durante dicho sitio, 270 caballeros dirigidos por su maestre se internaron demasiado en la sierra y al llegar la noche sin haber logrado la derrota completa de los enemigos, se les apareció la Virgen María, a la que pidieron que detuviese el curso del sol pronunciando la deprecación: «Santa María, detén tu día». En recuerdo de este suceso se edificó más tarde, en aquel lugar, la ermita de la Virgen de Tentudía —Detén-tu-día—, donde dicen que fue sepultado dicho maestre en 1275. Pérez Correa fue sucedido por Gonzalo Ruiz Girón, quien murió a causa de las heridas recibidas en Alcaudete en 1280.
Tras la muerte de Vasco Rodríguez de Coronado, maestre de la Orden entre 1327 y 1338, el consejo de los Trece, así llamado porque lo componían trece caballeros designados de entre los gobernadores y comendadores de la Orden, eligieron como maestre al sobrino de este, Vasco López. Por intervención personal del rey Alfonso XI de Castilla con el fin de retener el cargo para su hijo bastardo, el infante Fadrique Alfonso de Castilla, hijo de Leonor Núñez de Guzmán y sobrino de Alonso Meléndez de Guzmán, este último fue nombrado maestre en 1338 y se anuló la elección de Vasco López aduciendo defectos en la elección.
La intromisión del rey en las reglas sucesorias de la Orden provocó grandes disputas, ya que legalmente los maestres eran elegidos entre los freires con voto de castidad, con consentimiento y nombramiento posterior por el papa. Los comentarios de este acerca de Alonso y, sobre todo, de Leonor le convirtieron en enemigo del rey.
Alonso de Guzmán luchó al lado del rey en la conquista del reino de Algeciras, pero fue asesinado por él para nombrar finalmente al infante Fadrique, de ocho años de edad, como maestre de la Orden en 1342.
En 1358, Fadrique fue mandado asesinar en Sevilla por su hermanastro, el rey Pedro I de Castilla, que nombró en su lugar a Juan de Padilla, hermano de la favorita del rey, María de Padilla. Sin embargo, los caballeros de la Orden se negaron a reconocerle y le derrotaron cerca de Uclés, falleciendo Padilla durante la lucha. Los maestres posteriores, Fernando Osórez, Pedro Fernández y Pedro Muñiz de Godoy, murieron en la guerra con Portugal, pero la Orden se repuso durante el prolongado maestrazgo de Lorenzo Suárez de Figueroa, que fundó el convento de Santiago de Sevilla.
Los monarcas castellano-leoneses concedieron privilegios a la Orden que permitieron repoblar extensas regiones de Andalucía y Murcia. Durante el siglo xv, la Orden trasladó su radio de acción a Sierra Morena y tomó la población de Llerena (Badajoz) como lugar habitual de residencia de sus maestres, proporcionando un alto crecimiento tanto en esta población como en sus alrededores.
En 1453, Enrique IV de Castilla se hizo cargo de la administración de la Orden hasta que Alfonso de Castilla alcanzara la mayoría de edad. Entre 1462 y 1463 nombró maestre provisional a Beltrán de la Cueva. En 1463, cuando fue mayor de edad, es nombrado maestre titular el infante Alfonso de Castilla.
En 1474, Juan Pacheco, marqués de Villena, abdicó en favor de su hijo Diego después de siete años de gobierno. Esta decisión disgustó a la mayor parte de los caballeros y provocó un cisma en la Orden y grandes luchas, ya que, al mismo tiempo, Rodrigo Manrique y Alonso de Cárdenas pretendían el maestrazgo. Fue nombrado Rodrigo por Uclés y Alonso por San Marcos. A la muerte de Rodrigo Manrique, los Reyes Católicos pusieron término a las disputas quedándose con la administración durante un tiempo y nombrando maestre a don Alonso, quien les acompañó en la guerra de Granada.

### Incorporación a la Corona de Castilla
Con el paso del tiempo y la finalización o ralentización de la Reconquista, la Orden de Santiago se vio implicada en las luchas internas de la Corona de Castilla. Al mismo tiempo, los inmensos bienes de la Orden la obligaron muchas veces a sostener las encontradas pretensiones de la Corona. El título conllevaba gran poder, tanto territorial —se podía ir desde Uclés a Portugal sin pisar fuera de los territorios de la Orden— como económico —el maestre de la Orden llegó a obtener una renta anual de 64 000 florines de oro—.
Siendo el cargo de gran maestre de tal influencia, las luchas y banderías internas también eran frecuentes para alcanzar semejante dignidad. Hasta tal punto habían desacreditado a la Orden estos escándalos, que a la muerte del gran maestre Alonso de Cárdenas en 1493, los Reyes Católicos hallaron una excusa para pedir a la Santa Sede una providencia capaz de poner término a los escándalos, al tiempo que subrayaban los grandes gastos que la guerra de Granada había supuesto a la Corona. Así, los Reyes pidieron a Alejandro VI que les concediese la administración del gran maestrazgo de la Orden, medida que podía considerarse como de necesidad y, al mismo tiempo, como una especie de recompensa de sus grandes sacrificios por la fe católica. El papa accedió a la demanda y con bula del mismo año otorgó la administración de la suprema dignidad de la Orden de Santiago a los Reyes Católicos.
Tras la muerte de Fernando el Católico, le sucedió en la administración el emperador Carlos I, en cuyo tiempo el papa Adriano VI unió para siempre a la Corona de España los maestrazgos de Santiago, Calatrava y Alcántara en 1523. Hasta entonces, el gran maestre de Santiago era elegido por el consejo de los Trece.

### Presencia en el nuevo mundo
La orden tuvo un papel destacado en los descubrimientos y conquista de América, por ejemplo Santiago de los caballeros, en República Dominicana, se llama así porque, según se dice, sus primeros pobladores fueron 30 caballeros de la Orden de Santiago el Mayor. Muchos de los conquistadores españoles eran Caballeros de la Orden de Santiago, por ejemplo, Hernán Cortés, Francisco Pizarro, Pedro de Alvarado y Contreras, Hernando de Soto y Gutiérrez Cardeñosa, entre otros. Y también descubridores como Fernando Magallanes.

### SigloXVII

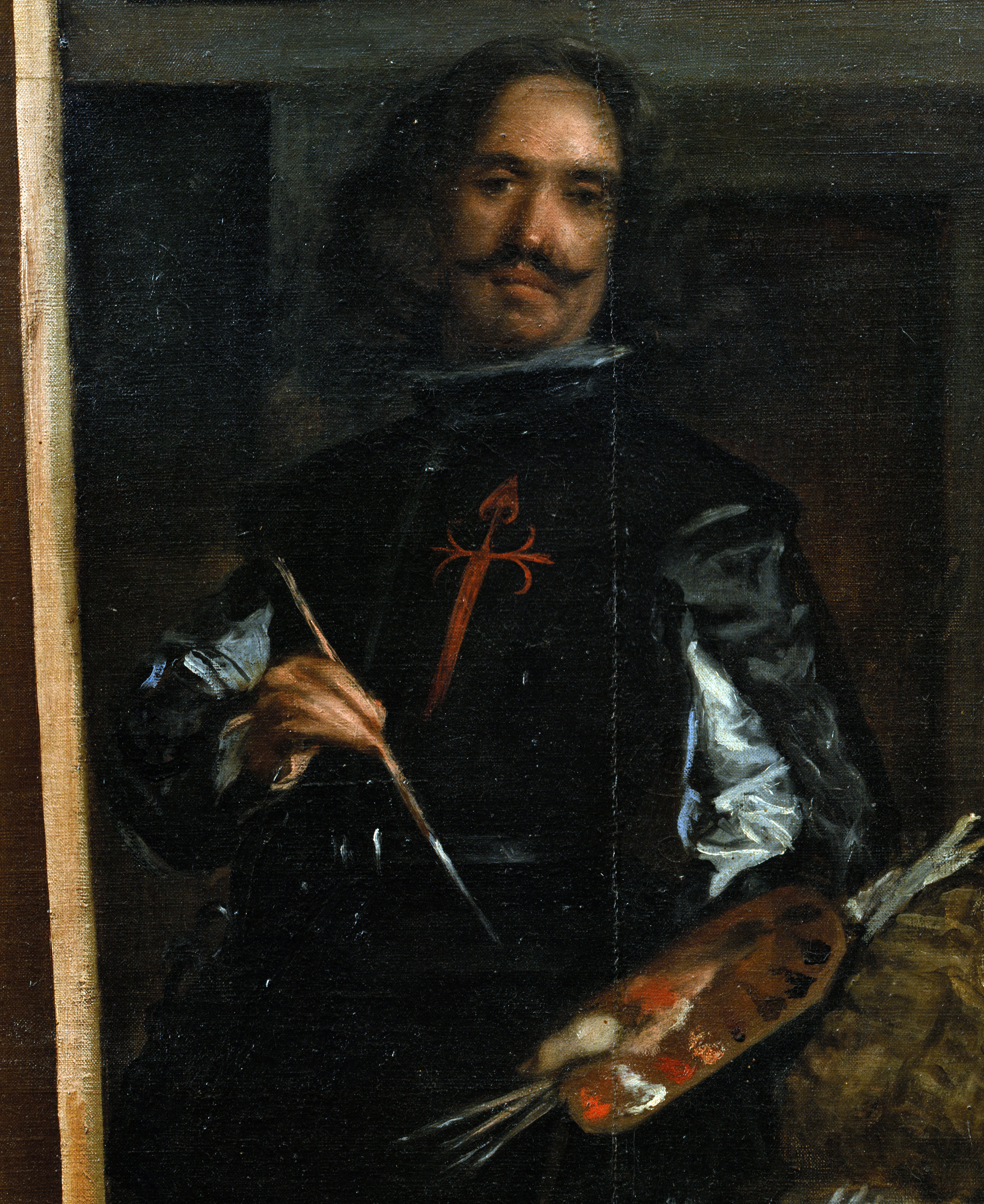
Detalle del autorretrato de Diego Velázquez en el cuadro Las Meninas con la Cruz de Santiago en el pecho

Ser miembro de la Orden de Santiago formaba parte de las aspiraciones más codiciadas por los hombres del siglo xvii, por lo que el ingreso en esta Orden no era camino sencillo.
Miembros de la alta nobleza, como Gregorio María de Silva y Mendoza, duque de Pastrana, u otros de la familia real, tenían el camino más fácil frente a aquellos que no podían certificar paso a paso el limpio origen de cristiano viejo de sus antecesores o que sus ingresos económicos no procedían del trabajo de sus manos. Muy conocido es el juicio al que tuvo que someterse Diego Rodríguez de Silva y Velázquez, donde tuvieron que testificar amigos suyos, como Francisco de Zurbarán, para dar fe de que sus raíces limpias eran ciertas y que su arte no se veía motivado por la obtención de ganancias económicas de forma manual que enturbiasen su forma de vida, sino que tenía un carácter intelectual.
Francisco de Quevedo también fue miembro de la Orden. Su ingreso se hizo oficial el 29 de diciembre de 1617 y fue firmado por Alonso Núñez de Valdivia, secretario de cámara del rey Felipe III, tras presentar y verificar su genealogía.
José de Armendáriz y Perurena, marqués de Castelfuerte, ingresó en la Orden de Santiago en 1699. Tras mandar las tropas reales en la batalla de Lagudina (1708) y en una acción decisiva en Villaviciosa (1710), fue premiado con la Orden de Santiago y, en tal virtud, beneficiado con las encomiendas de Montizón y Chiclana de Segura, además de otorgársele, el 30 de junio de 1711, el título de marqués de Castelfuerte.

## Organización interna

### Requisitos para el ingreso en la Orden

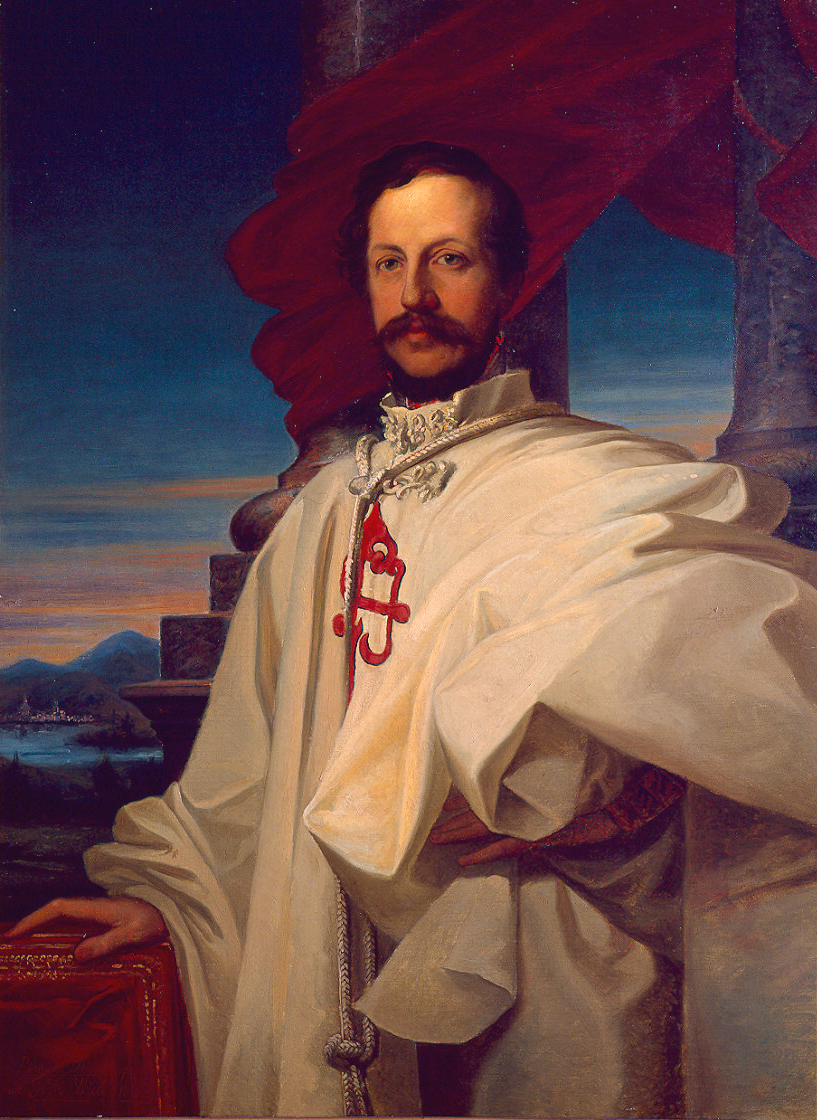
Retrato del Infante Carlos Luis de Borbón, duque de Parma, con el hábito de la Orden, catedral de Parma

En sus comienzos, el ingreso en la orden no fue dificultoso para los freires, pero a partir de mediados del siglo xiii cada vez fue más complicado.
Una vez finalizada la Reconquista, la orden impuso como requisito para todo aquel candidato que quisiera tomar el hábito de caballero ser hijo legítimo e hidalgo por parte de padre y de madre (ampliada más tarde a abuelos y bisabuelos por las dos ramas). Pasado un tiempo, se hizo además imprescindible ser limpio de sangre (no tener ascendencia judía, musulmana o conversa), no haber sido condenado por la Inquisición (ni él ni sus familiares) por haber llevado a cabo actos contra la fe, no ejercer oficios manuales o industriales y testimoniar su carácter honorable.
Tampoco podían obtener el hábito de la Orden aquellas personas que tuvieran raza ni mezcla de judío, pagano, musulmán, hereje, converso, por remoto que fuera, ni el que hubiera sido o descendiera de penitenciado por actos contra la fe católica, ni el que hubiera sido o sus padres o abuelos procuradores, prestamistas, escribanos públicos, mercaderes al por menor, o hubieran tenido oficios por los que hubieran vivido o vivieran de su esfuerzo manual, ni el que hubiera sido infamado, ni el que hubiera faltado a las leyes del honor o ejecutado cualquier acto impropio de un perfecto caballero, ni el que careciera de medios decorosos con los que atender a su subsistencia. El aspirante tenía que pasar después a servir tres meses en las galeras y residir un mes en el monasterio para aprender la regla.
Posteriormente, el rey y el Consejo de las Órdenes abolieron cierta cantidad de estos requisitos.

### Regla monástica
A diferencia de las contemporáneas órdenes de Calatrava, Alcántara y Montesa, que siguieron la dura regla de los benedictinos de la abadía de Císter, la Orden de Santiago aprobó la Regla más suave de los canónigos agustinos. De hecho, en León ofrecieron sus servicios a los canónigos regulares de San Eloy de esa ciudad para la protección de los peregrinos a Santiago y los hospicios de los caminos que conducen a Compostela. Esto explica el carácter mixto de su Orden, que es hospitalaria y militar, como la Orden de Malta.

Capítulo de los Caballeros de Santiago en el salón de columnas del Palacio Real (1907)

Los caballeros de la Orden fueron reconocidos como religiosos por Alejandro III, cuya bula de 5 de julio de 1175 fue confirmada posteriormente por más de veinte de sus sucesores. Estos actos pontificios, recogidos en el Bullarium de la Orden, garantizaban todos los privilegios y exenciones de otras órdenes monásticas. La Orden estaba compuesta por varias clases de afiliados: canónigos, encargados de la administración de los sacramentos; comendadoras, ocupadas del servicio de los peregrinos; caballeros religiosos, que viven en comunidad; y caballeros casados.
Los caballeros de la Orden de Santiago aceptaron los votos de pobreza y obediencia. Sin embargo, al organizarse por la regla de los agustinos, sus miembros no estaban obligados a hacer voto de castidad y pudieron contraer matrimonio —casados estaban algunos de sus fundadores—; solo prometían la castidad total antes del matrimonio o acabado este, y la castidad y fidelidad conyugal mientras permanecieran casados. La bula del papa Alejandro III recomendaba el celibato. En los Estatutos de la fundación de la Orden se precisaba:

En conyugal castidad, viviendo sin pecado, semejan a los primeros padres, porque mejor es casar que quemarse.

El derecho a contraer matrimonio, que otras órdenes militares solo obtuvieron al final de la Edad Media, se les concedió desde el principio, con determinadas condiciones —como la autorización del rey—, la obligación de observar la continencia durante el Adviento, la Cuaresma y en determinadas festividades del año. Los caballeros santiaguistas, con licencia del maestre, podían contraer matrimonio y vivir con sus esposas e hijos en los conventos de la Orden. La Orden de Santiago fundó conventos femeninos de «comendadoras», apelativo utilizado para designar a las monjas. La presencia femenina en la Orden es mayor que en otras órdenes de la época. Aquí, las mujeres asumieron la función de educar a las hijas de los caballeros, aunque hubo algunas mujeres que estuvieron al frente de una encomienda.
Entre las obligaciones de sus miembros se encontraban la misa diaria, rezar veintitrés padre nuestros por día, tomar el sacramento de la eucaristía los domingos y ayunar dos Cuaresmas.

### Los conventos
Otro elemento importante de la infraestructura de la Orden de Santiago fueron los conventos, tanto los masculinos como los femeninos.
Además de los conventos para freires de Uclés y San Marcos de León, la Orden tuvo otros conventos en Palas de Rei (Iglesia de Vilar de Donas, Lugo), Palmela (Portugal), Montánchez (Cáceres), Montalbán (Aragón) y Segura de la Sierra (Jaén).
En 1275 la Orden también contaba con seis conventos de monjas, que se denominaban comendadoras. En ellos se podían alojar las mujeres y familiares de los freires, cuando estos iban a la guerra o morían. Las freiras solo profesaban castidad conyugal, pero no perpetua, por ello podían salirse del convento y casarse. Los conventos mencionados son: monasterio de Santa Eufemia de Cozuelos en Olmos de Ojeda (Palencia), fundado en 1186; convento de Sancti Spiritus de Salamanca, concedido a la Orden en 1233; San Vicente de Junqueras (Barcelona), fundado en 1212; San Pedro de la Piedra (1260), en Lérida; Santos-o-Velho (1194), en Lisboa y  Destriana (León). Posteriores a estas fechas son los conventos de Membrilla (Ciudad Real) y las Comendadoras de Madrid (1650).

### Los treces

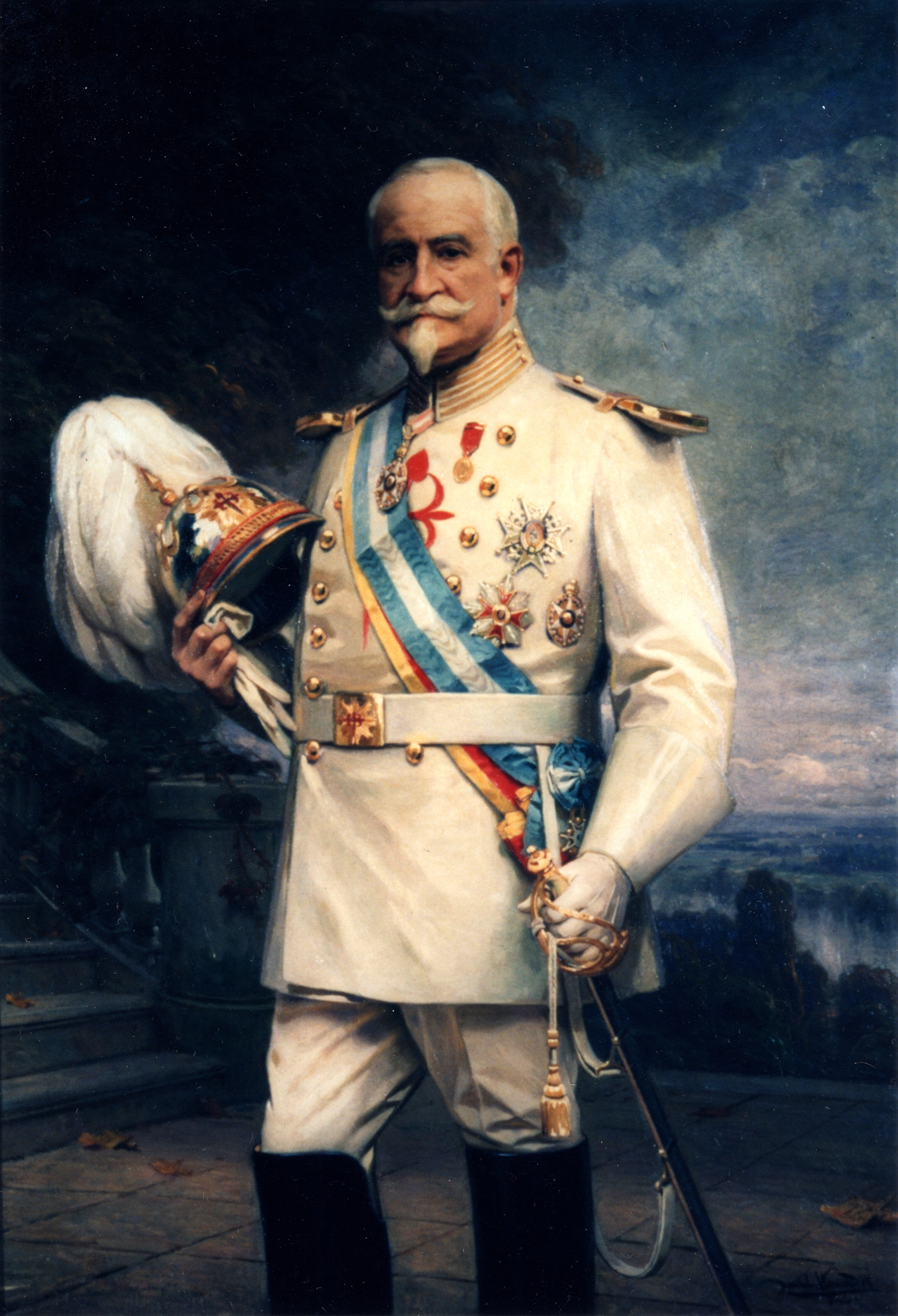
Retrato de Juan Mariano de Goyeneche, conde de Guaqui y Trece de Santiago con uniforme de la Orden.

El nombre de «trece» era dado al caballero nombrado por el maestre y demás caballeros para algún capítulo general. En la bula de confirmación de la Orden, expedida por el papa Alejandro III en 1175, se estableció que hubiese trece «freires», a cuyo cargo estaría la elección del maestre y el ayudarle con su consejo. Algunos historiadores afirman que el significado de estos trece se corresponde con el número de los primeros caballeros que se reunieron para fundar la Orden —otros dicen que representa el número simbólico de los doce apóstoles más Cristo—. Los Treces constituyen las primeras dignidades de la Orden, después de los priores de Uclés y de San Marcos de León. Los comendadores mayores de Castilla y de León siempre fueron Treces, aunque no con carácter nato por razón de tales encomiendas, puesto que consta que lo fueron muchas veces por elección como todos los otros.
Hasta el año 1212 no se menciona documentalmente a los Treces. Su nombramiento era vitalicio, pero se advierten frecuentes renuncias debido a que el cargo conllevaba gran dedicación y responsabilidad por la frecuencia con que se convocaban los capítulos y la obligación de asistir en sus funciones rectoras al maestre. La falta de un Trece, que se hallara ausente por legítima causa, se suplía mediante otro caballero elegido únicamente para aquel acto y a quien se llamaba «enmienda», aunque de este uso no hay referencias anteriores a 1350. Por lo común, quienes habían sido «enmiendas» en el capítulo eran elegidos Treces en propiedad a medida que se producían vacantes. El cuerpo o junta de los Treces se denominaba «Trecenazgo».
Los treces asistían a los capítulos con capas negras y bonetes (como los priores), y su autoridad y prerrogativas han sido distintas según los tiempos. En 1246 fueron fuertemente restringidas por el papa Inocencio IV, a instancia del maestre Pelayo Pérez Correa, y restablecidas más tarde por Alejandro IV. Sin embargo, siempre ha estado en vigor la facultad de deponer al maestre, junto con el prior, si se juzgase inútil o dañino. En uso de tal atribución, en el capítulo de Ocaña de 1338 depusieron al maestre Vasco López, y fue práctica en todos los capítulos tenidos antes de la administración dejar a los maestres las insignias, entregándolas al prior, el cual al día siguiente se las devolvía de acuerdo y con consentimiento de los Trece. Este acto se llevaba a cabo en una ceremonia pública, dejando entrar al pueblo para que presenciara el capítulo, y en ella el maestre daba las gracias por la restitución de las insignias de su jerarquía.
El juramento que realizaba un caballero cuando era elegido Trece era el siguiente:

¿Vos Don... juráis a Dios ya Santa María ya esta señal de Cruz, ya estos Santos Evangelios, que tocáis corporalmente con vuestras manos, que cuando muriese el Maestre, que vos escogiereis persona idónea y suficiente para ser Maestre, que sea para reedificar y para defender y adelantar la Orden y mantener los frailes, según la Regla y Establecimientos de nuestra Orden y que no sea talla destruya?

Respuesta: Sí, juro.

¿Item que si viereis que el Mestre es inútil y pernicioso e incorregible y sin provecho, y que destruye la Orden más que la aprovecha, que vos le depondréis del Mestrazgo, según forma de derecho?

Respuesta: Sí, juro.

¿Item que si alguna cuestión naciese entre él y el Cabildo, que vos intervendréis entre ellos?

Respuesta: Sí, juro.

¿Otrosí, que por este poder que tenéis no obedezcáis menos al Maestre, en tanto que será Maestre, de modo que no le desobedezcáis en contrario de lo que habéis jurado?

Respuesta: Sí, juro.

La dignidad de Trece cayó en desuso por mucho tiempo, hasta que se volvió a restablecer el 8 de junio de 1906 por bula del papa Pío X.

### Jerarquía

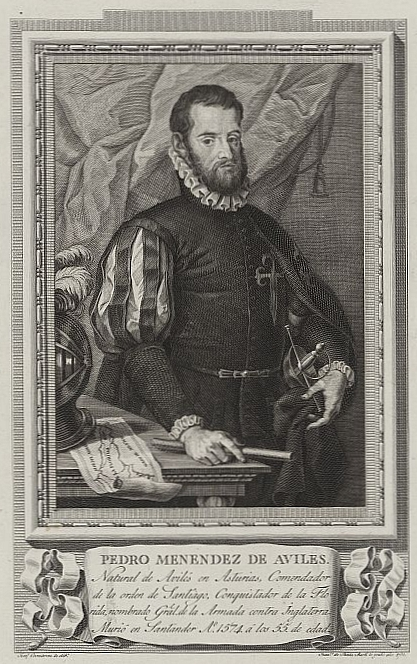
Pedro Menéndez de Avilés, primer gobernador español de Florida, fue el IV comendador de Santa Cruz de la Zarza (Toledo).

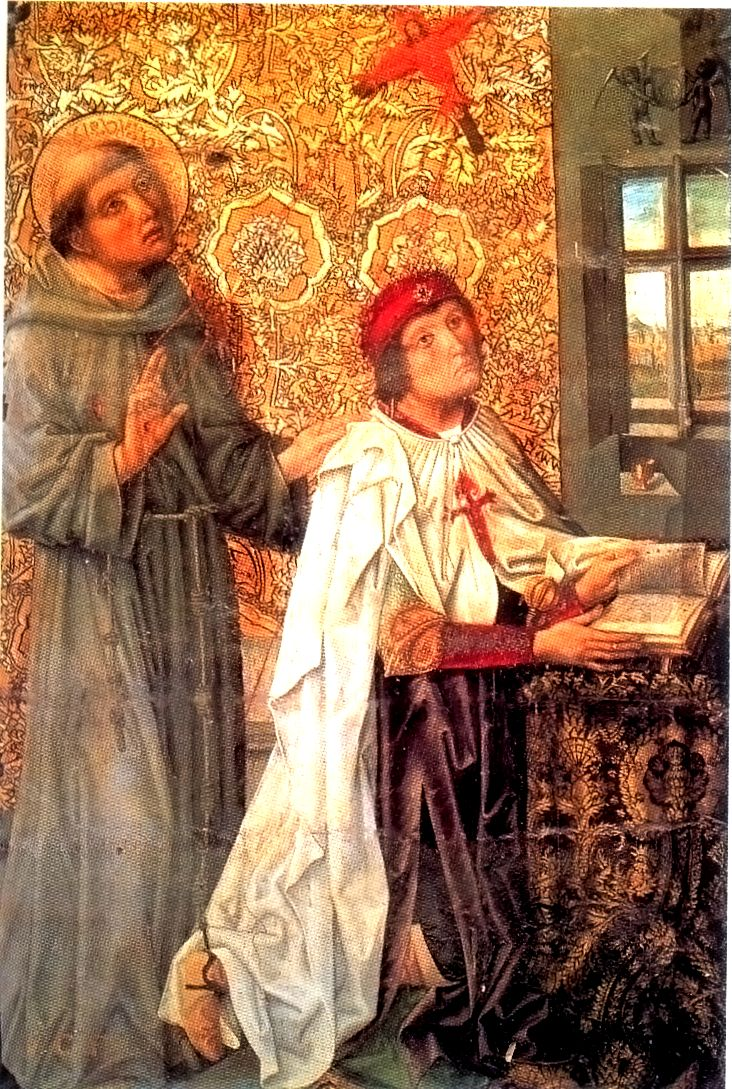
Álvaro de Luna con la capa de la Orden y cruz de Santiago al pecho, del retablo la capilla de Santiago en la catedral de Toledo, obra del maestro de los Luna. Fue gran maestre de la Orden desde 1445 a 1453.

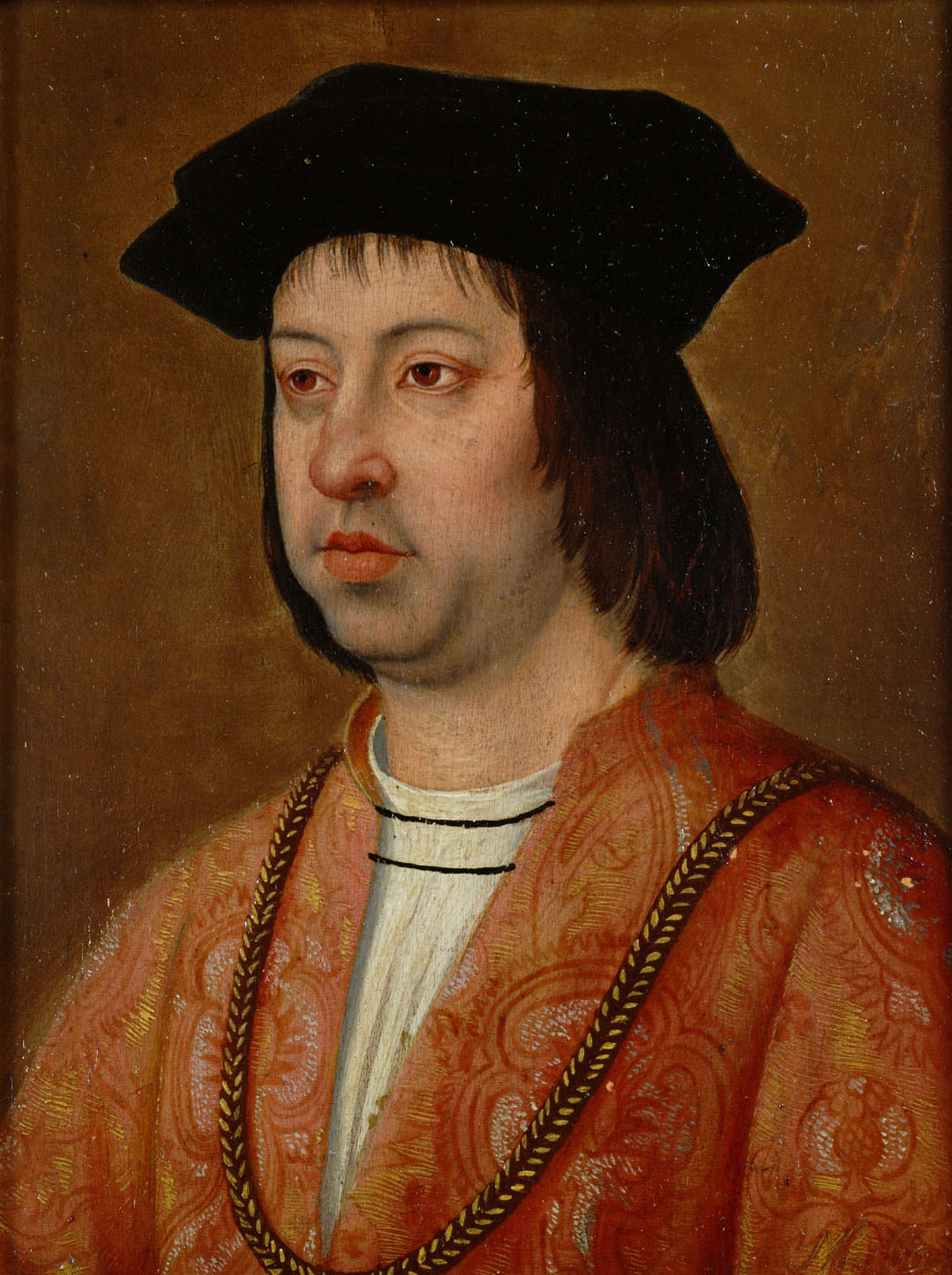
Fernando el Católico, administrador de la Orden de 1476 a 1477

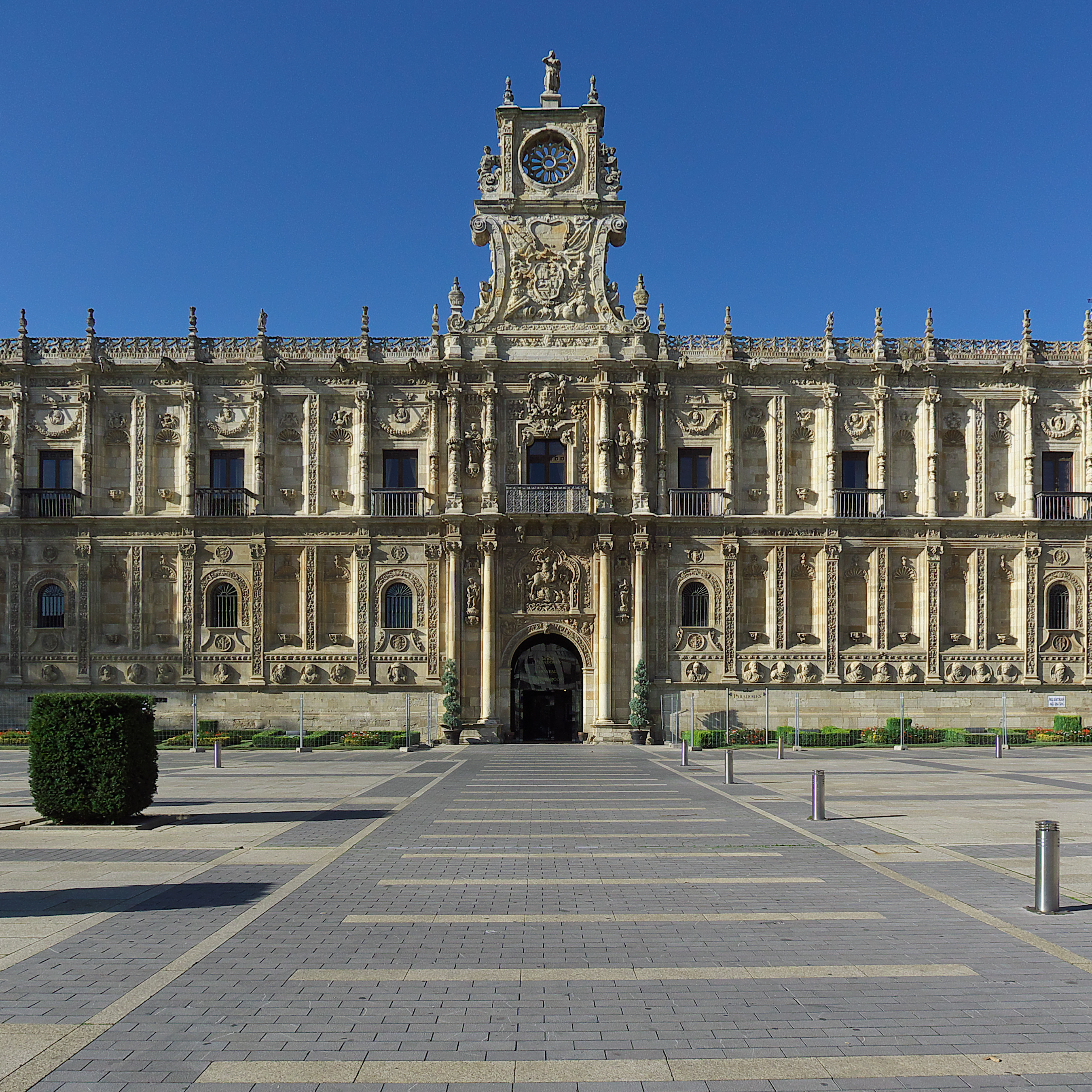
Convento de San Marcos (León). Portada.

Desde sus comienzos, la Orden estuvo formada por tres clases de miembros: «freires» o caballeros casables; caballeros estrechos, de vida más rigurosa, que profesaban el celibato y vivían en comunidad; y los religiosos y religiosas —canónigos regulares o monjes santiaguistas—, cuyo cometido era la celebración del culto, la asistencia espiritual de los demás miembros y regentar las parroquias del priorato. Los primeros tenían por jefe directo al gran maestre, mientras que los otros vivían bajo la inmediata dirección de sus superiores eclesiásticos y de los priores de Uclés y de San Marcos de León, y bajo la autoridad del gran maestre de la Orden.
En honor de esos primeros trece hermanos se establecería el Trecenazgo de la Orden: trece freires electores que en su época de esplendor, y junto con los obispos priores de Uclés y San Marcos de León, los comendadores mayores de Castilla, León y Montalbán (Aragón), el prior del monasterio de Santiago de la Espada en Sevilla, el secretario y el tesorero, integrarían las dignidades principales que participarían en la elección del maestre.
Todos los miembros de la Orden recibían el nombre de freyles para distinguirlos de los miembros de las órdenes religiosas, los frayles. Los freyles religiosos milites hacían la guerra para defender la cristiandad, y los freyles religiosos clérigos se dedicaban al culto divino para pelear mediante la oración, el ayuno, la abstinencia y otras obras religiosas. Tanto los milites como los clérigos eran reputados por verdaderos religiosos. Por eso, además de las obligaciones monásticas gozaban también de los privilegios de los monjes: exención de la jurisdicción real, exención de la jurisdicción del clero secular y sometimiento directo a la Santa Sede.
Entre los milites existían diferencias: los llamados comendadores, que administraban una encomienda, y los caballeros, que no la tenían. Entre los clérigos también existían diferencias: los priores, que disponían del «beneficio formado», los curas o rectores, que poseían «beneficio curado», y los conventuales, que no poseían beneficio.
Dentro de la jerarquía de la Orden de Santiago, las dignidades inmediatas al gran maestre eran los priores de los dos conventos de Santiago de Uclés y San Marcos de León. Hasta 1502 la duración de sus mandatos fue perpetua, después fue trienal, siendo elegidos por los frailes de la respectiva provincia de forma alternante: el de Uclés en Castilla un trienio por la parte llamada de La Mancha y el otro trienio por la llamada Campo de Montiel; y el de San Marcos en León alternando la provincia de León y la de Extremadura. Por último —desde 1794 hasta 1844— hubo priores perpetuos, nombrados por la Corona al igual que los obispos.
Los priores, en virtud de las concesiones papales, usaban roquete, mitra y demás insignias pontificales. Inicialmente, el único prior era el de San Marcos; pero tras la división del reino de León, los caballeros de Santiago fueron acogidos en sus estados por Alfonso VIII de Castilla, quien les dio en 1174 la villa y castillo de Uclés —entre otras posesiones—, y allí establecieron la sede de la Orden.
Tras serias disputas suscitadas entre el convento de San Marcos y el de Uclés debido a cuestiones de antigüedad y preeminencia, el conflicto terminó cuando el prior de San Marcos quedó a cargo del gobierno de los conventos de León, Galicia y Extremadura, mientras que los conventos restantes fueron controlados por el prior de Uclés, en cuyo convento debían pasar el año de prueba y hacer la profesión todos los novicios de la Orden. Los superiores de los demás conventos religiosos tenían igualmente el título de priores, pero estaban bajo la dependencia de aquellos prelados.
A los priores de Uclés y de León seguían los Trece, luego las grandes cruces de Castilla, León y Montalbán, después los comendadores, y por último los caballeros y frailes, clérigos o religiosos.
De las encomiendas de la Orden dependían hasta doscientos prioratos, curatos y beneficios simples que, con dispensa del papa, podían darse a personas no religiosas. También existían trece vicarías con jurisdicción espiritual y, por último, se nombraban cuatro caballeros para visitar las cuatro provincias de Castilla la Nueva, León, Castilla la Vieja y Aragón, cuyas facultades se extendían no solo a los demás caballeros, sino a cuantos poseían beneficios en territorio de la Orden.

### Sucesión en el maestrazgo
Tras el fallecimiento del maestre, el prior de Uclés se encargaba del gobierno de la Orden y de convocar a los Trece para elegir un nuevo maestre. Muchas de las atribuciones que tenían los Trece las perdieron tras la creación del Consejo de las Órdenes, luego de su incorporación a la Corona con autorización de Adriano VI.
Desde el siglo xiv la elección del maestre recayó en un personaje de la familia real o próximo a la corte. A partir del siglo xv la elección era considerada un derecho de la Corona y a lo largo de dicho siglo el maestrazgo recayó sobre nobles y validos de los reyes: Enrique de Aragón, hijo del regente de Castilla Fernando de Antequera; Álvaro de Luna, privado de Juan II; el infante don Alfonso; Beltrán de la Cueva y Juan Pacheco, marqués de Villena, privados de Enrique IV; y Diego López Pacheco, marqués de Villena, quien no fue reconocido como maestre al no haber sido nombrado ni en León ni en Uclés.
Más adelante, Carlos I y Felipe II dieron a la Orden de Santiago la forma que posee en la actualidad: compuesta por un presidente, ocho ministros togados, un fiscal, un secretario, un contador general, un alguacil mayor y un tesorero, con cuatro procuradores generales y cuatro fiscales, correspondientes a cada una de las cuatro órdenes militares de España.

### División territorial
La Orden estaba dividida en varias provincias, siendo las más importantes las de Castilla y León por su número de propiedades y vasallos. Al frente de cada provincia había un comendador mayor, con sede, respectivamente, en Segura de la Sierra (Castilla) y Segura de León (Badajoz). La provincia de Badajoz estaba dividida en dos partidos, Mérida y Llerena, y en cada una de ellas existían varias encomiendas.
La subdivisión interna más importante de las órdenes militares eran las llamadas encomiendas, que eran unidades de carácter local dirigidas por un comendador. La encomienda podía asentar la sede o residencia del comendador en un castillo o fortaleza o en una villa y era un centro administrativo o económico en el que se cobraban y percibían las rentas de los predios y heredades atribuidas a esa encomienda; era el lugar habitual de residencia del comendador y de algún otro caballero.
Cada encomienda debía sostener con sus rentas no solo al comendador y a los otros caballeros residentes en ella, sino que también debían pagar y armar a un determinado número de lanzas, que debían acudir a los llamamientos de su maestre perfectamente equipados para tomar parte en aquellas acciones militares que quisiera emprender. Todos ellos formaban la mesnada o ejército de la Orden, que respondía a las órdenes de su maestre. Las rentas de las tierras, pastos, industrias, portazgos y derechos de paso, junto con los impuestos y el diezmo, constituían los ingresos que servían para mantener a la Orden. Los ingresos se repartían entre rentas de la encomienda respectiva y rentas de la Mesa maestral que financiaban al maestre de la Orden.

### División eclesiástica

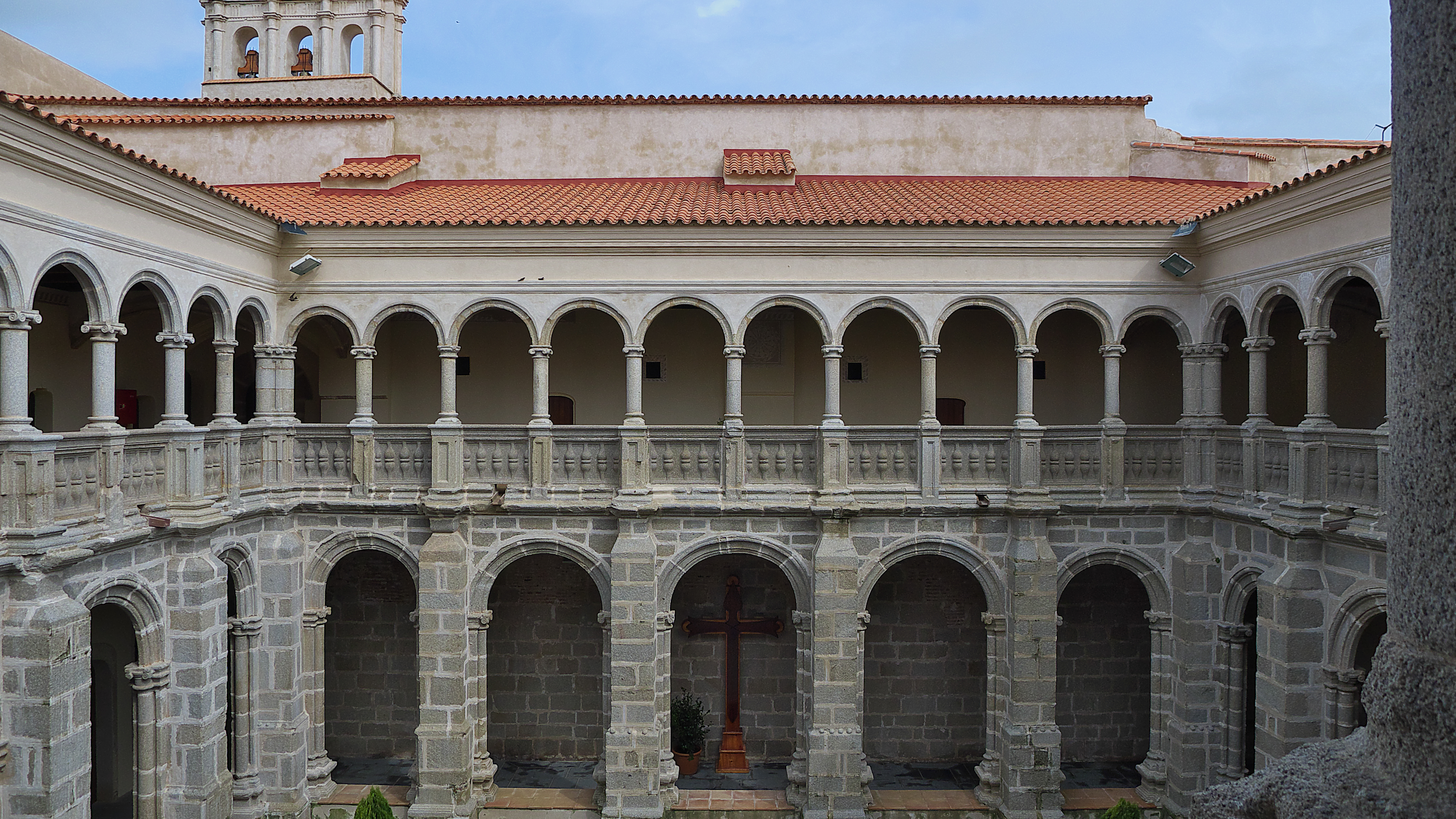
Claustro del convento de Santiago (Calera de León)

La Orden de Santiago estaba dirigida desde dos prioratos: el de Uclés para Castilla y el Priorato de San Marcos de León para León. En esta última provincia, al estar muy alejado el convento de San Marcos del grueso de las posesiones santiaguistas en Extremadura, el convento se trasladó primero a Calera de León y luego a Mérida. Finalmente regresó de nuevo a su ubicación inicial en San Marcos de León.
El priorato de San Marcos de León estaba dividido en tres vicarías con sedes en Mérida, Llerena-Tentudía y Jerez de los Caballeros. Los pueblos y encomiendas de la Orden eran atendidos por curas presentados por el maestre y colacionados por el prior.
Dos visitadores de la Orden acompañados de un vicario, debían realizar cada cuatro años una visita de inspección por todas las encomiendas y territorios para comprobar el estado de las propiedades, rentas y gobierno de las posesiones. De estas visitas se levantaba el acta en los llamados Libros de Visitas.